# میشل تئاتو
میشل تئاتو (انگلیسی: Michel Théato; ۲۲ مارس ۱۸۷۸ – ۲ آوریل ۱۹۲۳) دونده ماراتن اهل فرانسه-لوکزامبورگ بود.
از افتخارات وی میتوان به کسب مدال طلا دو ماراتن در بازی‌های المپیک تابستانی ۱۹۰۰ اشاره کرد.